# Pistolet FÉG 37M
FÉG 37M – węgierski pistolet samopowtarzalny produkowany od 1937 roku, udoskonalona wersja pistoletu FÉG 29M. Od tego samego roku wersja tego pistoletu kalibru 9 mm znajdowała się w uzbrojeniu armii węgierskiej jako pisztoly 37 minta (37M). W czasie II wojny światowej duża liczba tych pistoletów została zakupiona przez III Rzeszę i znalazła się na uzbrojeniu niemieckich formacji. Pistolety produkowane dla Niemców miały oznaczenie P Mod37(u), kaliber 7,65 mm i były wyposażone w bezpiecznik nastawny po lewej stronie chwytu.

## Opis
FÉG 37M był bronią samopowtarzalną. Zasada działania oparta na odrzucie zamka swobodnego. Mechanizm uderzeniowy kurkowy, z kurkiem zewnętrznym. Pistolet wyposażony był w bezpiecznik chwytowy.
37M był zasilany z wymiennego, jednorzędowego magazynka pudełkowego o pojemności 7 naboi umieszczonego w chwycie.
Lufa gwintowana, posiadała sześć bruzd prawoskrętnych.
Pistolet miał stałe przyrządy celownicze.